# ノチストラン・デ・メヒア
ノチストラン・デ・メヒア（Nochistlán de Mejía）は、メキシコのサカテカス州にある自治体（ムニシピオ）およびその筆頭市。略してノチストラン（Nochistlán）とも呼ばれる。
2012年にプエブロ・マヒコのひとつに選出された
。

## 概要
ノチストランはサカテカス州の南端に位置し、州都サカテカスから約220キロメートル離れている。アグアスカリエンテスからは120キロメートル、グアダラハラからは150キロメートルの距離にある。周囲を山で囲まれている。
ノチストランとはナワトル語で「オプンティアの実(nochtli)の場所(-tlan)」、あるいは「コチニール(nocheztli)の場所」を意味する。正式名称の「メヒア」とはフランス・メキシコ戦争時の大佐で1864年に敵の攻撃を防御したヘスース・メヒアを讃えて命名された。
現在ノチストランは、ミシュトン戦争の英雄であるフランシスコ・テナマストレ (Francisco Tenamaztle) 、トヤワの聖母、音楽などで知られる。

## 歴史
スペイン人の到来以前、この地域はカシュカン人 (Caxcan) が住んでいた。
1530年、ヌーニョ・デ・グスマンが今のサカテカス州南部に遠征した。1532年、フアン・デ・オニャーテがこの地に最初のグアダラハラを建設した。都市の名前はグスマンの故郷であるスペインのグアダラハラから取られた。しかし先住民からの激しい攻撃を受けたために、グアダラハラは1533年に今のハリスコ州のトナラに移転した（グアダラハラが今の場所に移ったのは1542年）。
スペイン人による先住民の迫害を原因として、1540年にスペイン人に対するカシュカン人の反乱（ミシュトン戦争）が発生したが、カシュカン人の中でもっとも重要な指導者がノチストランのテナマストレだった。ペドロ・デ・アルバラードは何度もテナマストレに敗北した。1541年6月24日、アルバラードは馬の下敷きになって倒れ、7月4日に死亡した。しかし、ヌエバ・エスパーニャ副王のアントニオ・デ・メンドーサが6万を越える大軍でノチストランを陥落させ、テナマストレを捕らえた。後にテナマストレは脱走してミシュトンの要塞に逃れた。副王の軍はミシュトンを陥落させたが、テナマストレはさらにシエラ・マドレに逃れてゲリラ戦を行った。
その後はノチストランは先住民の町となり、メキシコ独立までその状態が続いた。